# Pterocarpus macrocarpus
Pterocarpus macrocarpus är en ärtväxtart som beskrevs av Wilhelm Sulpiz Kurz. Pterocarpus macrocarpus ingår i släktet Pterocarpus och familjen ärtväxter. Inga underarter finns listade i Catalogue of Life.

## Bildgalleri

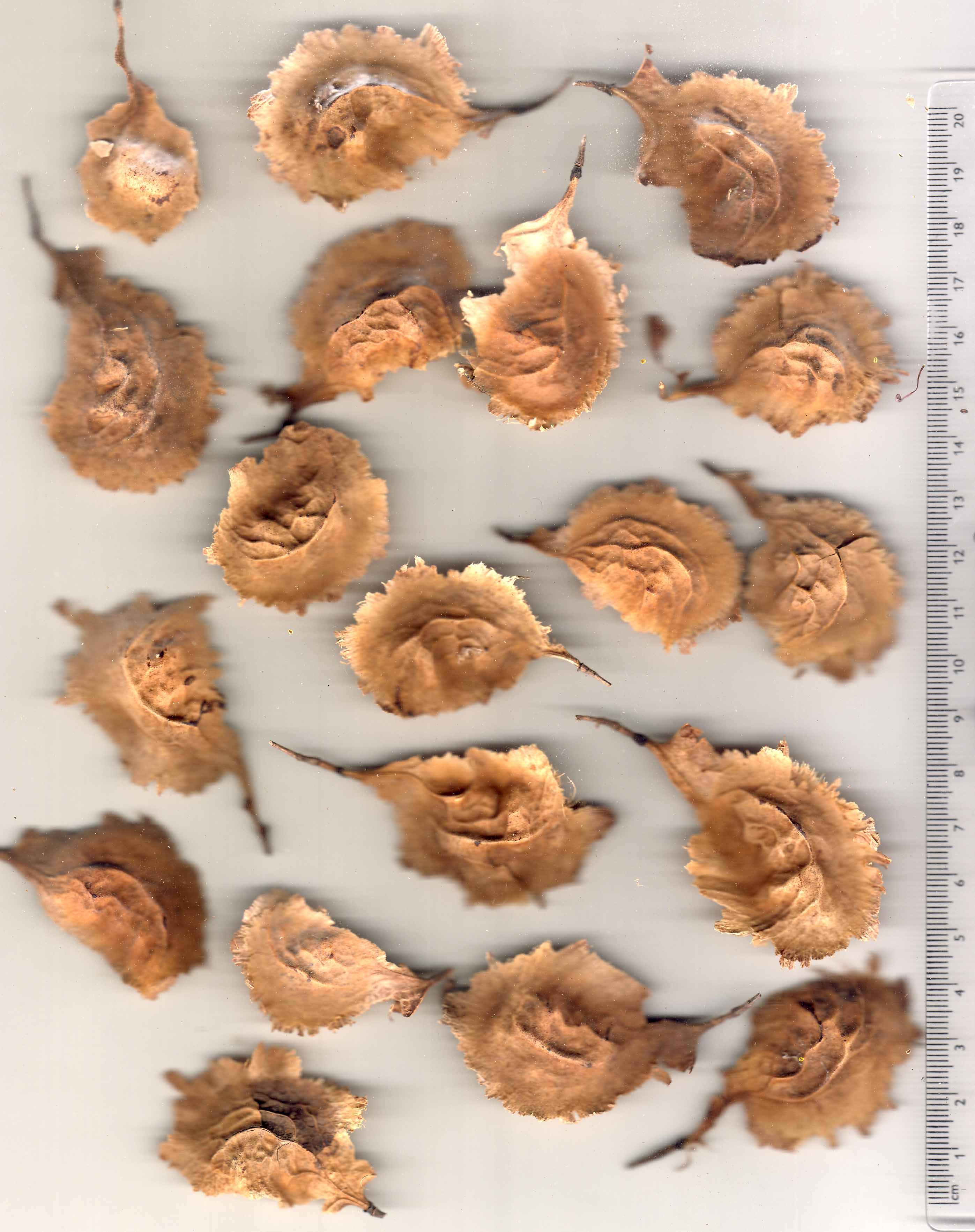
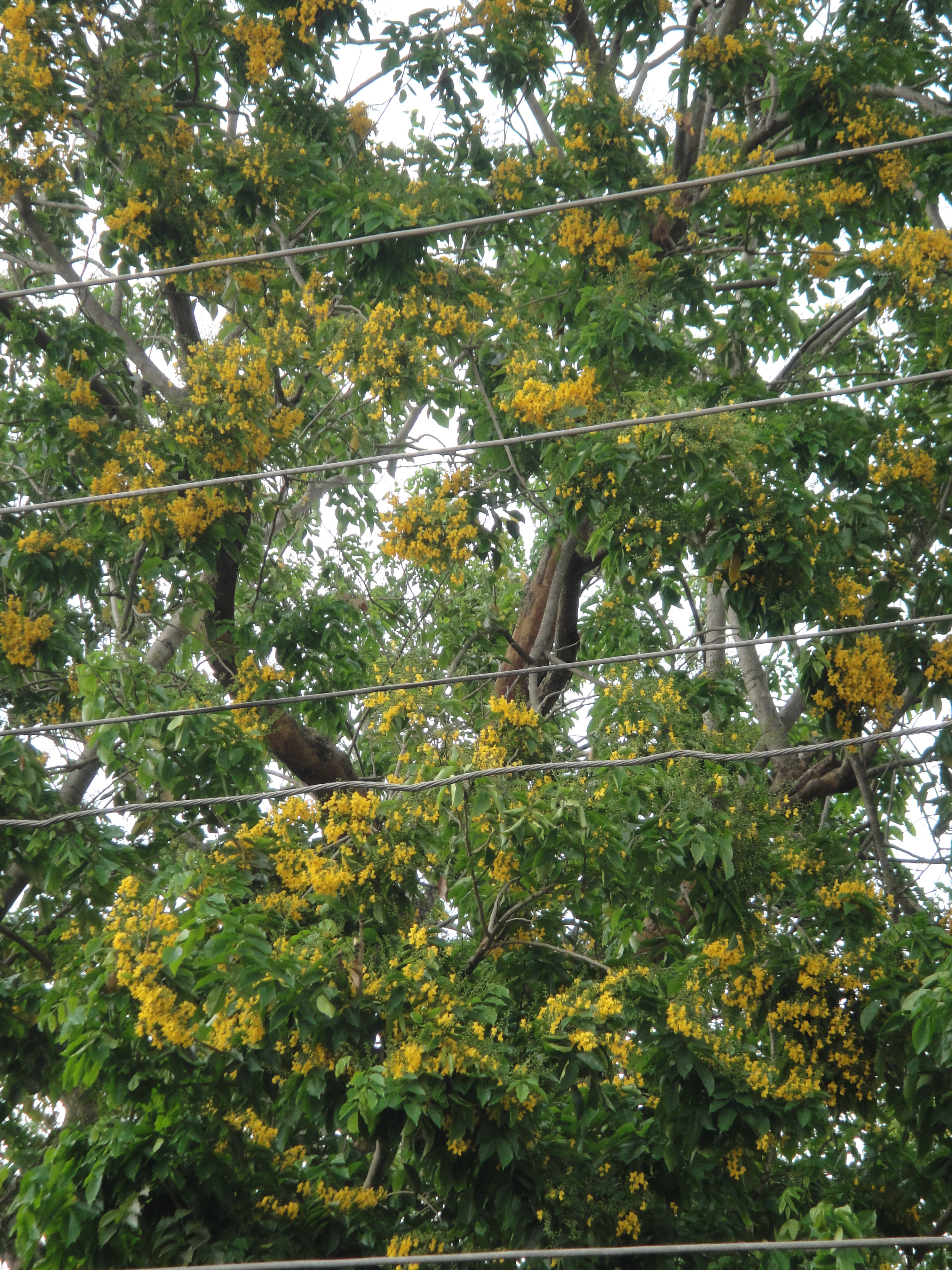